# Johanna Barg
Johanna Barg, verheiratet Johanna Paetz (* 11. Juli 1984 in Bad Oldesloe) ist eine ehemalige deutsche Volleyballspielerin.

## Karriere
Barg begann 1996 mit dem Volleyball beim heimischen VfL Oldesloe. 1999 wechselte sie zum CVJM Hamburg, wo sie nach zwei Jahren in der Verbandsliga ab 2001 in der zweiten Bundesliga spielte. 2003 wechselte Barg zum Bundesligisten TV Fischbek, mit dem sie 2004 das DVV-Pokalfinale erreichte. 2005 ging die Außenangreiferin zum Deutschen Meister und Pokalsieger USC Münster. Hier erreichte sie 2006 erneut das Pokalfinale. 2009 wechselte sie zum 1. VC Wiesbaden und wurde hier 2010 deutsche Vizemeisterin. Danach spielte sie eine Saison beim Ligakonkurrenten Rote Raben Vilsbiburg. Beim TV Gladbeck ließ sie Ende 2011 ihre Karriere ausklingen.

## Privates
Johanna Paetz lebt heute in Münster. Sie ist verheiratet und arbeitet als Diplom-Ökotrophologin.